# Calliopsis kucalumea
Calliopsis kucalumea är en biart som beskrevs av Shinn 1967. Calliopsis kucalumea ingår i släktet Calliopsis och familjen grävbin. Inga underarter finns listade.